# Jorge Ontalba
Jorge Ontalba es un fotógrafo español nacido en Madrid en 1976. Inició a principios de los años 90 su carrera como fotógrafo de la mano de artistas como Javier Esteban o Salvador Munuera. Su fotografía se centra en músicos, artistas y celebridades. El estilo clásico y austero de su fotografía, muestra la esencia del retrato en color, y blanco y negro en medio formato. 
Durante varios años se ha ocupado del trabajo gráfico de bandas consagradas ahora como Mägo de Oz, Tierra Santa, Sex Museum, Sin City Six, Boikot, Tea, etc.
Por delante de su cámara han posado celebridades del mundo del espectáculo como Carlos Saura, Antonio Gasset, Txus di Fellatio, Johnny Burning, Alberto García-Alix, Loquillo, Antonio Vega, Nacho G. Vega, Mariskal Romero, Leo Bassi, Sabino Méndez, Jaime Urrutia, Ambite de Pistones, Moncho Borrajo, Martirio, Javier Esteban, Tony Marmota, Javier Andreu, Fernando Colomo, Manolo Rock Aguilar, Antonio Gala, Juan José Benítez, Antonio Mercero, Álvaro Pombo, entre otros.